# Gromada Angowice
Gromada Angowice war eine Verwaltungseinheit in der Volksrepublik Polen zwischen 1954 und 1959. Verwaltet wurde die Gromada vom Gromadzka Rada Narodowa, dessen Sitz sich in Angowice befand und der aus 23 Mitgliedern bestand.

Die Gromada Angowice gehörte zum Powiat Chojnicki in der Woiwodschaft Bydgoszcz und bestand aus den ehemaligen Gromadas Angowice, Lichnowy und Nieżychowice aus der aufgelösten Gmina Chojnice.

Die Gromada Angowice wurde zum 31. Dezember 1959 aufgelöst und in die Gromada Charzykowy eingegliedert.